# Llei de Fitts

Llei de Fitts: esquema de la mida de l'objectiu W i la distància a l'objectiu D

En psicologia experimental, ergonomia i interacció home-màquina, la llei de Fitts és un model de moviment humà, indicatiu de la dificultat d'una tasca. La formulació més habitual que s'utilitza actualment és el temps necessari per passar ràpidament d'una posició inicial a una zona de destinació final, depenent de la distància a la meta i de la mida del blanc. La llei de Fitts serveix per modelar l'acte d'"apuntar", tant en el món real, per exemple amb una mà o un dit, i en ordinadors, per exemple amb un ratolí.
Publicat per Paul Fitts el 1954, no s'aplica necessàriament a les interfícies tàctils actuals (2015).
S'ha demostrat que la llei de Fitts s'aplica en diverses condicions; amb moltes extremitats diferents (mans, peus,llavi inferior, visors muntats al cap, ulleres, dispositius d'entrada manuals, entorns físics (inclosos els submarins) i poblacions d'usuaris (joves, vells, necessitats educatives especials i participants drogats)).

## Llei original
{\displaystyle I_{d}=-log_{2}{\frac {W_{S}}{2A}}bits/resposta}
on:
- ID és l'índex de dificultat obtingut
- Ws representa la variació de la tolerància respecte a l'objectiu inicial
- A és el moviment mitjà

## El model actual
Matemàticament, la llei de Fitts s'ha formulat de moltes maneres diferents. Una forma molt emprada és la formulació Shannon (proposada per Scott MacKenzie i que rep el nom de la seva semblança amb el teorema de Shannon-Hartley) per al moviment en una sola dimensió:
on: 
- T és el temps mitjà necessari per fer el moviment;
- a i b són paràmetres que es poden determinar empíricament per regressió lineal;
- D és la distància des del punt de partida fins al centre del blanc;
- L és l'amplada de l'objectiu mesurada al llarg de l'eix de moviment; L també es pot considerar com la tolerància de la posició final, ja que el punt final del moviment pot caure en el rang de més o menys L / 2 del centre.

A partir de l'equació, es pot veure un compromís de "precisió de velocitat" associat a la puntuació, on els objectius més petits o distants requereixen més temps per arribar.

## Ratolí de Xerox
Atès que els temps de moviment més curts són desitjables per a una tasca determinada, el valor del paràmetre b es pot utilitzar com a mètrica quan es comparen els dispositius apuntadors d'ordinador. La primera aplicació de la Interacció persona-ordinador de la llei de Fitts va ser per Card, English i Burr (1978), que van utilitzar l'índex de rendiment (IP), interpretat com a 1⁄b, per comparar el rendiment de diferents dispositius d'entrada amb el ratolí. sortint a la part superior en comparació del joystick o amb les tecles de moviment de direcció. Aquests primers treballs, segons la biografia de Stuart Card, "van ser un factor important que va conduir a la introducció comercial del ratolí per part de Xerox".